# Liste der Naturdenkmale in Aldingen
| Naturdenkmale | Anzahl |
| ------------- | ------ |
| FND           | 1      |
| END           | 9      |
| Gesamt        | 10     |

Die Liste der Naturdenkmale in Aldingen nennt die verordneten Naturdenkmale (ND) der im baden-württembergischen Landkreis Tuttlingen liegenden Stadt Aldingen. In Aldingen gibt es insgesamt elf als Naturdenkmal geschützte Objekte, davon ein flächenhaftes Naturdenkmal (FND) und zehn Einzelgebilde-Naturdenkmale (END).
Stand: 30. Juli 2024.

## Flächenhafte Naturdenkmale (FND)
| Name                     | Bild | Kennung     | Einzelheiten          | Position | Fläche Hektar | Datum         |
| ------------------------ | ---- | ----------- | --------------------- | -------- | ------------- | ------------- |
| „Marbach“                | BW   | 83270020001 | Aldingen, Spaichingen | ⊙        | 0,8           | 31. Okt. 1988 |
| Legende für Naturdenkmal |      |             |                       |          |               |               |

## Einzelgebilde (END)
| Name                         | Bild | Kennung     | Einzelheiten                                         | Position | Fläche Hektar | Datum         |
| ---------------------------- | ---- | ----------- | ---------------------------------------------------- | -------- | ------------- | ------------- |
| Stieleichengruppe (9 Bäume)  | BW   | 83270020011 | Aldingen                                             | ⊙        | 0,0           | 29. Apr. 1996 |
| Stieleichen-Kirsche-Gruppe   | BW   | 83270020012 | Aldingen                                             | ⊙        | 0,0           | 29. Apr. 1996 |
| 1 Linde an der Schuraer Str. | BW   | 83270020008 | Aldingen                                             | ⊙        | 0,0           | 20. Juli 1992 |
| 1 Linde bei der Kirche       | BW   | 83270020010 | Aldingen                                             | ⊙        | 0,0           | 20. Juli 1992 |
| 1 Stieleiche                 | BW   | 83270020002 | Aldingen                                             | ⊙        | 0,0           | 20. Juli 1992 |
| 1 Stieleiche                 | BW   | 83270020003 | Aldingen                                             | ⊙        | 0,0           | 20. Juli 1992 |
| 1 Stieleiche                 | BW   | 83270020004 | Aldingen                                             | ⊙        | 0,0           | 20. Juli 1992 |
| 1 Stieleiche                 | BW   | 83270020005 | Aldingen                                             | ⊙        | 0,0           | 20. Juli 1992 |
| 1 Stieleiche                 |      | 83270020006 | Aldingen Nicht mehr in der LUBW-Datenbank vorhanden. | ???      | 0,0           | 20. Juli 1992 |
| 2 Stieleichen                | BW   | 83270020007 | Aldingen                                             | ⊙        | 0,0           | 20. Juli 1992 |
| Legende für Naturdenkmal     |      |             |                                                      |          |               |               |